# Потоцкий, Станислав (1776)
Граф Станисла́в (Стась) Ио́сифович Пото́цкий (пол. Stanisław Potocki (Staś Potocki) 6 мая 1776, Монастыриска — 29 ноября 1830, Варшава) — генерал-адъютант, сенатор-воевода, главный начальник пехоты Царства Польского.
Член Следственной комиссии, назначенной для расследования деятельности революционных тайных обществ Царства Польского (1826).
Один из шести генералов-поляков, убитых повстанцами в ходе Ноябрьского восстания за отказ нарушить присягу, данную царю польскому и императору всероссийскому Николаю I.

## Биография
Происходил из польского магнатского рода Потоцких герба «Пилява». Сын старосты галицкого, графа Иосифа Макария Потоцкого и Людвики Любомирской. Внук каштеляна львовского Юзефа Потоцкого. Старший брат графа Антония Потоцкого (бригадный генерал, тайный советник).
Начал военную карьеру в 1794 в рядах польской армии, руководимой Костюшко, против соединённых сил Российской империи и Пруссии, где он был адъютантом князя Юзефа Понятовского.
Участник наполеоновских войн. В 1809 году Потоцкий проявил себя в войне Варшавского герцогства с Австрией в боях у Замостья и Сандомира.
В 1818—29 гг. — командир 1-й пехотной дивизии армии Царства Польского. В ночь на 29 ноября 1830 года, стремясь предотвратить начало польского восстания, был убит мятежниками за отказ нарушить присягу российскому императору, присоединиться к ним и возглавить отряды повстанцев.
В память о верных присяге генералах-поляках в 1841 году, через 10 лет после подавления ноябрьского восстания, на одной из варшавских площадей по распоряжению императора Николая I, собственноручно сделавшего наброски будущего обелиска, был сооружен Памятник семи генералам:
- Маурицию Гауке (пол. Maurycy Hauke),
- Станиславу Потоцкому (пол. Stanisław Potocki),
- Йозефу Новицкому (пол. Józef Nowicki),
- Игнацы Блюмеру (пол. Ignacy Blumer),
- Станиславу Трембицкому (пол. Stanisław Trębicki),
- Томашу Яну Сементковскому (пол. Tomasz Jan Siemiątkowski)
- полковнику Филипу Нереужу Мецишевскому (пол. Filip Nereusz Meciszewski).

На монументе была высечена надпись: «Полякам, полегшим в 1830 году за верность своему Монарху» (пол. Polakom poległym w 1830 roku za wierność swemu Monarsze).
Памятник был непопулярен среди горожан, которые считали восставших в 1830 героями, а погибших от их рук генералов — национальными изменниками. После занятия Варшавы во время Первой мировой войны немецкими войсками в апреле 1917 года монумент был варшавянами разобран.
Похоронен он был на кладбище «Старые Повонзки» в Варшаве (фото могилы).

## Семья
Первая жена — Юзефа Соллогуб (ум. 1828), дочь Ежи Соллогубa, члена польского Сейма, на которой он женился в 1798. Она была матерью его сына Леона Потоцкого (1799—1864) — известного польского писателя. Этот брак закончился разводом. Вторая жена (с февраля 1815) Марианна (Мария Казимировна) Гурская (Горская).
Польский мемуарист граф Александр Фредро в своей книге Trzy po trzy, pamiętniki z epoki napoleońskiej писал о Станиславе Потоцком:
Его все в Варшаве знали не иначе как Стася. Хороший поляк, хороший солдат, хороший товарищ, он был всеми любим. Его смерть 29 ноября 1830 г., ужасна, потому что произошла от рук тех, которых он много лет привык называть своими детьми, и если и была необходимой, то не менее болезненно затронула его коллег. Был он малого роста, лысоват, лицо имел красивое и очень приятное.

## Награды
- Орден Святого Станислава 2-й степени (Царство Польское, 1819)[1]
- Орден «Virtuti Militari», кавалер (Варшавское герцогство, 1808)[2]
- Орден Святого Владимира 3-й степени (Российская империя, 1816)[2][3]
- Орден Святого Александра Невского (Российская империя, 1 июля 1830)[2][3]
- Орден Святой Анны 1-й степени (Российская империя, 11 октября 1820)[2][3][4]
- Знак отличия «XXV лет беспорочной службы» (Российская империя, 1830)[5]
- Орден Почётного легиона, офицер (Французская империя, 1812)[6]
- Орден Почётного легиона, кавалер (Французская империя, 1807)[6]
- Орден Вестфальской короны (Королевство Вестфалия, 1812)[6]
- Орден Красного орла 1-й степени (Королевство Пруссия, 1829)[2][3]